# 공주 구암리 석실고분
공주 구암리 석실고분은 대한민국 충청남도 공주시 이인면에 있는 백제시대의 무덤이다. 1997년 6월 5일 공주시의 향토문화유적 제10호로 지정되었다.